# 大學南 (巴士站)
大學南（葡萄牙語：Sul da Universadade）位於澳門大學新校區內的一個終點站，毗鄰澳大研究生宿舍S3樓中側正門。澳巴71、71S、73、N6路線；新福利72路線途經本站。

## 沿革
隨著澳大新校區逐步投入使用，學生數量增多，交通事務局亦已計劃在澳大新校區全面投入使用後，逐步增加路線接駁至校區，以方便學生和教師乘坐巴士出行。

## 歷史
- 2013年10月26日起，本站正式啟用。新增MT3U路線以本站為總站。[1]
- 2014年6月25日，「澳大橫琴總站」正式啟用，並於2015年3月14日易名為「澳門大學總站」。本站改為中途站，37U路線新增停靠本站。[2][3]
- 2014年8月10日，71路線開設，新增停靠本站。[4]
- 2015年4月9日，71X路線開設，新增停靠本站。[5]
- 2016年4月20日，N6路線開設，新增停靠本站。[6]
- 2016年8月13日，因71X路線客量長期嚴重不足，取消該路線。[7]
- 2018年4月9日，73X路線開設，新增停靠本站。由於客量偏低，於同年6月1日取消該路線。[8]
- 2020年1月29日起，為配合COVID-19疫情防疫工作，原連接澳門大學至氹仔之N6夜間巴士路線不往返澳門大學校區，總站臨時改設於蝴蝶谷大馬路總站，直至另行通知。[9]
- 2020年3月2日，N6路線恢復原線行駛。[10]
- 2020年11月27日，73S路線開設，新增停靠本站。[11]
- 2021年8月18日，71S路線開設，新增停靠本站。[12]
- 2022年12月16日，新增“社區治療中心及社區門診專線”C06路線途經本站。[13]
- 2024年4月7日起，因客量減少，73S路線暫停營運。[14]

## 設施
- 一個有蓋站亭

## 途經路線資料
| 澳巴   | 71  | ↺ 亞馬喇前地     | 澳門大學 | - 澳大校區（中央教學樓、大學會堂、綜合體育館） |              |
| 澳巴   | 71S | 俾若翰街／快富樓 | 澳門大學 | - 澳大校區（中央教學樓、大學會堂、綜合體育館） | 71路線特班車 |
| 新福利 | 72  | ↺ 湖畔大廈       | 澳門大學 | - 澳大校區（中央教學樓、大學會堂、綜合體育館） |              |
| 澳巴   | 73  | ↺黑沙環衛生中心  | 澳門大學 | - 澳大校區（中央教學樓、大學會堂、綜合體育館） |              |
| 澳巴   | N6  | ↺ 科技大學       | 澳門大學 | - 澳大校區（中央教學樓、大學會堂、綜合體育館） | 夜間路線     |

## 鄰近公共運輸站
研究生宿舍巴士站（澳大環校穿梭巴士）

T551 澳大／研究生宿舍（UM／Residência de E. de Pós-Graduação）
路線：71、71S、72、73、N6

## 外部連結
- 新福利官方網站 （繁體中文） （页面存档备份，存于）
- 澳巴官方網站 （繁體中文） （页面存档备份，存于）